# معنای صریح
معنای صریح (انگلیسی: Denotative meaning)، در فلسفه زبان، به عنوان جنبه مهم دلالت معنا مورد مطالعه قرار می‌گیرد.

## معنای صریح
معنای صریح در معناشناسی زبانی؛ در تقابل با معنای ضمنی، به رابطه میان یک واحد زبانی، به ویژه واحدی واژگانی، با مصداقی غیر زبانی اشاره دارد. به همین دلیل این اصطلاح را می‌توان معادل معنی ارجاعی دانست.
در این مورد می‌توان واژهٔ «گاو» را نمونه آورد که به مصداقی در جهان خارج ارجاع می‌دهد و مفهوم آن را «حیوانی چهار پا و پستاندار و …» ثبت می‌کنند.

## برای مطالعهٔ بیشتر
مفهوم
ارجاع